# Ciechanowice

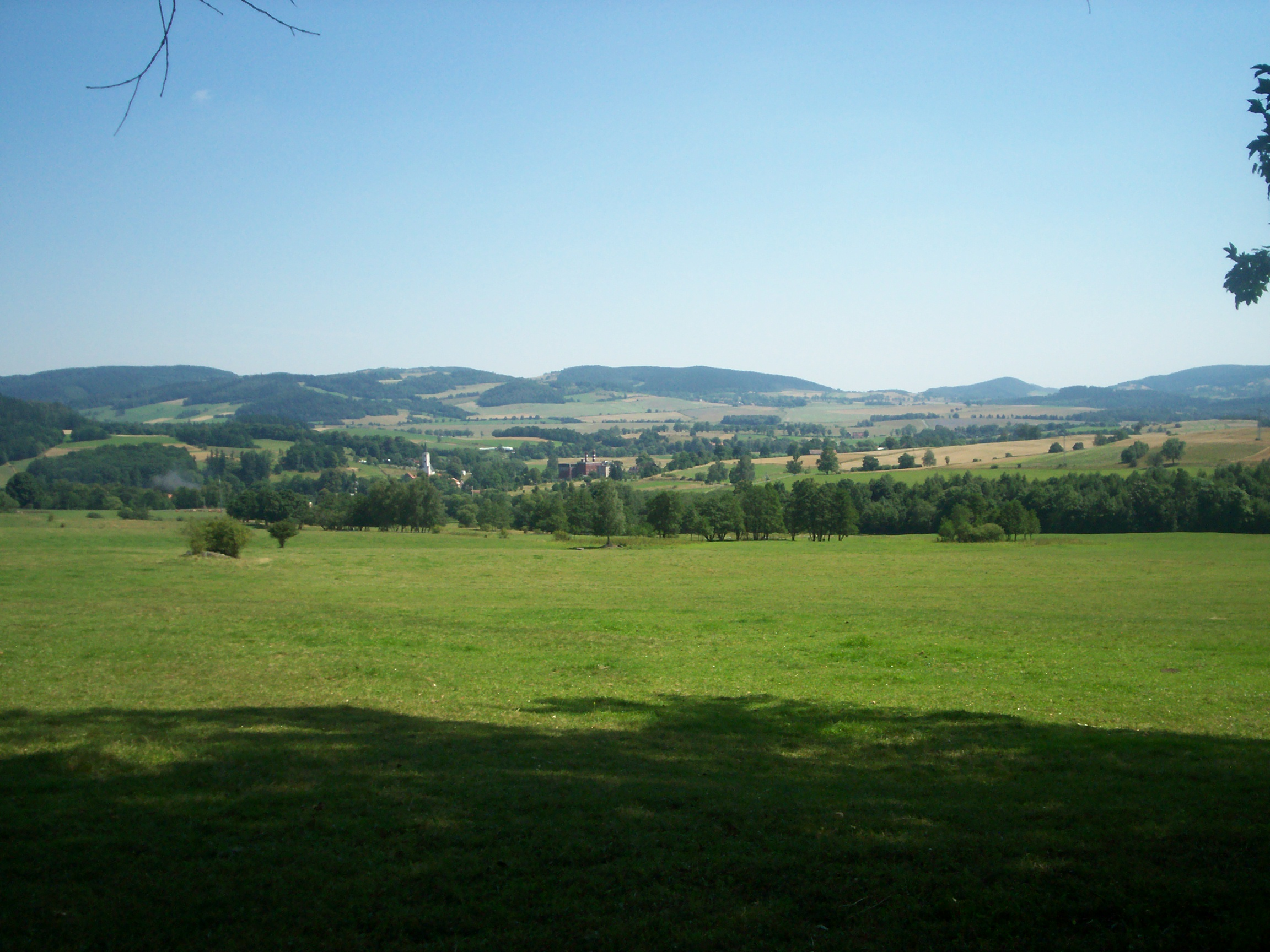
Ansicht von Ciechanowice

Ciechanowice (1945–1946: Radlice, deutsch: Rudelstadt, bis 1754: Rudelsdorf) ist ein Ort in der Landgemeinde Marciszów (Merzdorf) im Powiat Kamiennogórski der Woiwodschaft Niederschlesien in Polen. Von 1754 bis 1809 war Rudelstadt eine Bergstadt.

## Geografie
Ciechanowice liegt etwa 2,5 km nordwestlich von Marciszów und etwa 20 km östlich von Jelenia Gora (Hirschberg im Riesengebirge). Es liegt zwischen dem Landeshuter Kamm und dem Bober-Katzbach-Gebirge am Fuß des östlichen Riesengebirges. Durchflossen wird er vom Bober (Bóbr).

## Geschichte
Die erste, allerdings wohl gefälschte urkundliche Erwähnung des Ortes als Rudolfesdorf datiert auf das Jahr 1203. Nach dieser Urkunde übereignete Herzog Heinrich der Bärtige dem Zisterzienserkloster Leubus große Gebiete. Erstmals urkundlich erwähnt wurde «Rudolphi villa» 1278. Es gehörte damals zum Herzogtum Jauer und gelangte nach dem Tod des Herzogs Bolko II. 1368 zusammen mit dem Herzogtum Schweidnitz-Jauer erbrechtlich an den böhmischen König Wenzel, der ein Sohn der Herzogin Anna von Schweidnitz war. Allerdings verfügte Bolkos II. Witwe Agnes von Habsburg bis zu ihrem Tod 1392 über die Nutznießung des nunmehr böhmischen Erbfürstentums Schweidnitz. Während der Hussitenkriege gehörte das Gebiet den Adelsgeschlechtern Tschirnhaus und Reichenbach. Ab 1660 herrschte für über 100 Jahre das Adelsgeschlecht Schweinitz.
Nach dem Ersten Schlesischen Krieges fiel Rudelsdorf 1742 zusammen mit dem größten Teil Schlesiens an Preußen. Im Zweiten Schlesischen Krieg wurde der Ort 1745 geplündert und gebrandschatzt. Um die ökonomische Grundlage zu verbessern, nahm Hans Friedrich von Schweinitz 1747 mit der Grube Adler den Kupferbergbau wieder auf. Weitere Bergwerke folgten. Nachfolgend wurden 1749 ein Wochenmarkt und 1750 drei Jahrmärkte genehmigt.
Auf Bitten von Hans Friedrich von Schweinitz wurde der Ort schließlich am 7. Februar 1754 durch den preußischen König Friedrich den Großen zur Bergstadt erhoben.
1771 kaufte Baron von Seherr-Thoß das Gut aus der Subhastation des verstorbenen Schweinitz für 56.000 Reichstaler und vererbte es nachfolgend an seine Schwester, die mit einem von Prittwitz verheiratet war. Zwischen 1779 und 1783 wurde Prittwitzdorf durch Joachim Bernhard von Prittwitz für Weber und Bergleute angelegt.
Mit der Stein’schen Städtereform vom 19. November 1808 wurden alle Sonderrechte abgeschafft. Rudelstadt verlor seine Stadtrechte wieder und war seit 1809 ein Flecken.
1808 übernahm Karl Heinrich von Prittwitz und Gaffron Rudelstadt aus dem Nachlass seiner Mutter. Nach seinem Tod bekam es sein Sohn Friedrich Wilhelm Georg Bernhard (1816–1863) und nach dessen Tod wiederum der Bruder Joachim Heinrich Alexander. 1816 wurde Rudelstadt in den Kreis Bolkenhain eingegliedert. Einen Aufschwung erhielt Rudelstadt 1867, als der Ort an die Bahnstrecke Waldenburg–Görlitz angeschlossen wurde. Viele Bewohner nutzten die Gelegenheit zu Ausflügen in die Umgebung. 1874 wurde der Amtsbezirk Rudelstadt gebildet, zu dem die Landgemeinden Adlersruh (seit 1945 Orlina), Prittwitzdorf (seit Przybkowice) und Rudelstadt sowie der Gutsbezirk Rudelstadt gehörten. Letzter deutscher Eigentümer des Gutes und Schlosses Rudelstadt war Eduard von Eichborn.
Ab 1932 gehörte Rudelstadt mit dem Ortsteil Morgensternwerk zum Landkreis Landeshut i. Schles., mit dem es bis Kriegsende 1945 verbunden blieb.
Als Folge des Zweiten Weltkrieges fiel Rudelstadt 1945 zusammen mit dem Großteil Schlesiens an Polen. Es wurde zunächst in Radlice und ein Jahr später in Ciechanowice umbenannt. Die deutsche Bevölkerung wurde, soweit sie nicht vorher geflohen war, vertrieben. Die neu angesiedelten Bewohner waren teilweise Zwangsumgesiedelte aus Ostpolen, das an die Sowjetunion gefallen war.
Bis 1954 wurde Uran abgebaut.

## Sehenswürdigkeiten

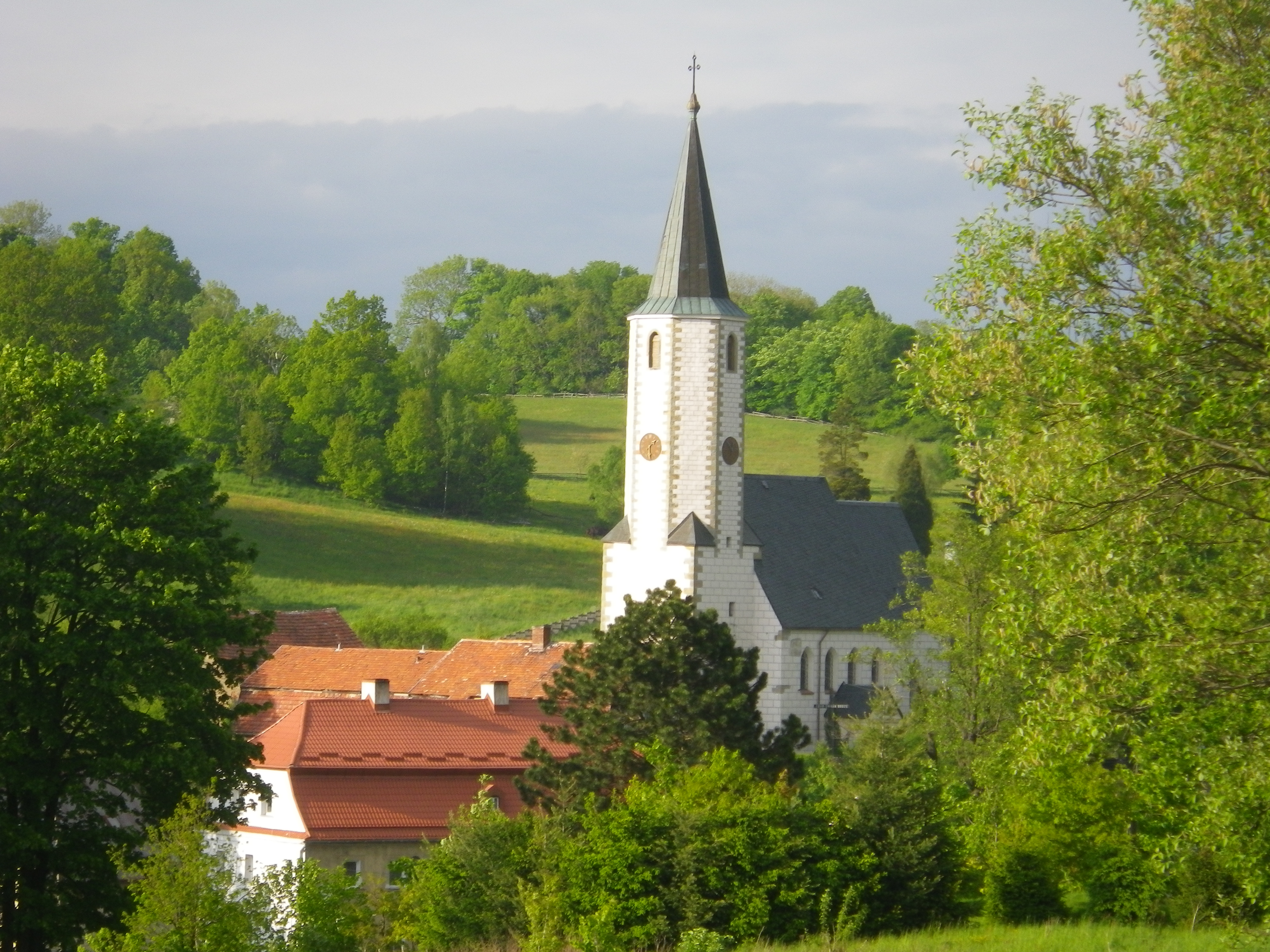
St.-Augustin-Kirche

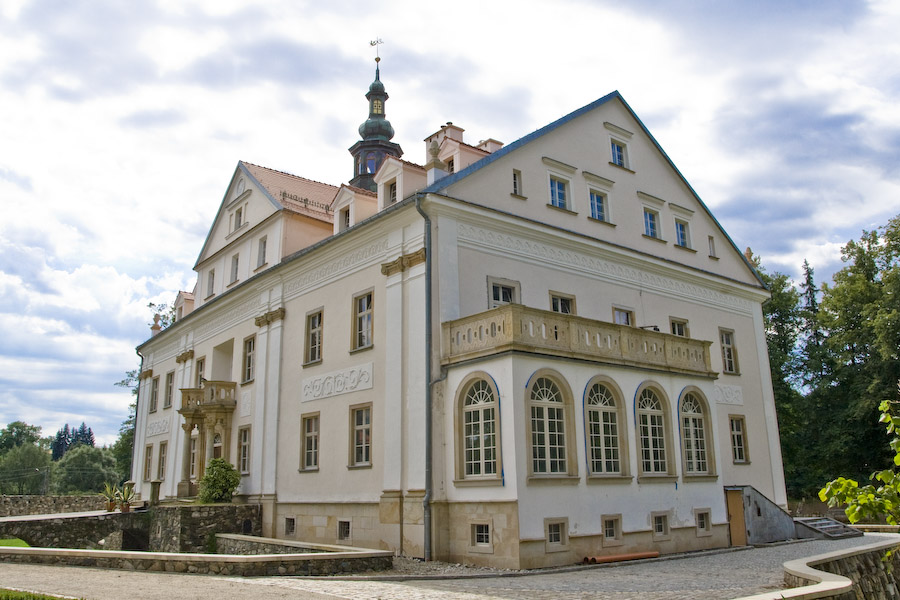
Schloss in Ciechanowice

- Die dem hl. Augustin geweihte Pfarrkirche (Kościół parafialny św. Augustyna) wurde erstmals 1335 erwähnt, 1577 grundlegend umgebaut, 1601 erweitert und 1901 renoviert. Steinkonsolen, Maßwerke und Gewölbeschlusssteine stammen noch aus dem gotischen Vorgängerbau. Die Decke im Langhaus sowie die Emporen ziert eine bemalte Holzkassettendecke. Den Hauptaltar mit der Geißelung Christi schuf im Jahre 1600 der Marienberger Bildhauer Paul Meyner.[7] Die Kanzel mit Bildnissen von Propheten und Szenen aus dem Leben Christi stammt aus dem Jahre 1603. Das steinerne Taufbecken entstand im ersten Viertel des 17. Jahrhunderts.
  - Östlich des Chores befindet sich eine Grabkapelle mit Kreuzgratgewölbe, in der Mitglieder des Adelsgeschlechts von Reichenbach bestattet wurden. Weitere Epitaphien befinden sich der Krypta.
  - Die Kirche ist von einer Friedhofsmauer mit Tor umgeben.
- Das Schloss Rudelstadt wurde Anfang des 18. Jahrhunderts durch Umbau des Renaissance-Vorgängerbaus errichtet. 1846 wurde das Gebäude im Auftrag von Friedrich Bernhard von Prittwitz ein weiteres Mal umgestaltet und eine dreieckige Parkanlage angelegt. Heute ist das Schloss im Privatbesitz.

## Entwicklung der Einwohnerzahl
| Jahr | Einwohnerzahl |
| ---- | ------------- |
| 1781 | 1159          |
| 1840 | 1343          |
| 1867 | 1882          |
| 1871 | 1835          |

| Jahr | Einwohnerzahl |
| ---- | ------------- |
| 1885 | 1936          |
| 1895 | 1912          |
| 1905 | 1829          |
| 1911 | 1479          |

| Jahr | Einwohnerzahl |
| ---- | ------------- |
| 1925 | 1875          |
| 1933 | 1560          |
| 1939 | 1512          |
| 2011 | 987           |

## Persönlichkeiten
- Gottfried Kleiner (1691–1767), Pfarrer und Kirchenlieddichter